# Anchialos-Gletscher
Der Anchialos-Gletscher (bulgarisch ледник Анхиало lednik Anchialo) ist ein 8,5 km langer und 3,4 km breiter Gletscher im westantarktischen Ellsworthland. In den Sostra Heights der nördlichen Sentinel Range im Ellsworthgebirge fließt er nördlich des unteren Abschnitts des Embree-Gletschers, östlich des Sabazios-Gletschers und nordwestlich des Wit-Piedmont-Gletschers von den nordöstlichen Hängen des Mount Malone und den westlichen des Bracken Peak in nördlicher Richtung zum Newcomer-Gletscher, den er östlich des Mount Lanning erreicht.
US-amerikanische Wissenschaftler kartierten ihn 1961. Die bulgarische Kommission für Antarktische Geographische Namen benannte ihn 2014 nach der antiken Stadt Anchialos im Südosten Bulgariens.